# Cracticus nigrogularis
El verdugo gorjinegro (Cracticus nigrogularis) es una especie de ave paseriforme de la familia Artamidae  nativa de Australia. Alcanza unos 35 cm de largo y su plumaje es blanco y negro. El color de los ejemplares juveniles es marrón y blanco. Al ir madurando sus plumas marrones son reemplazadas por plumas negras. Es común en zonas boscosas y ambientes urbanos. Su dieta consiste principalmente de pequeños vertebrados e insectos. Son aves tranquilas y curiosas y pueden aceptar comida alcanzada por humanos.

## Descripción
El verdugo gorjinegro es un ave de aspecto robusto con una gran cabeza, y alas y patas cortas. Mide de 33 a 38 cm de largo. Su plumaje es blanco y negro. Su cabeza, cuello y garganta son negras, lo que le da el aspecto de una capucha negra, que queda limitada por un gran cuello blanco.  Su espalda, y gran parte de su cola y alas son negras, mientras que la grupa, extremo de la cola y plumas exteriores de las alas son blancas. Sus partes inferiores son blancas. Los ojos son marrón oscuro, las patas son grises y el pico es de un gris azulado con el extremo negro, con un gancho prominente en la punta.
El verdugo gorjinegro es considerado la mejor ave cantora de Australia, su canto ha sido descrito como una "flauta mágica", siendo más rico y claro que el canto del urraca australiana. Las melodías que entona varían según la región y no existe un canto en común entre toda la población. La especie es una gran improvisadora creando melodías nuevas y complejas. Una de sus llamadas se asemeja a los acordes de la abertura de la  Quinta Sinfonía de Beethoven.

## Distribución y hábitat
El verdugo gorjinegro se encuentra en gran parte de Australia, excepto el extremo sur y Tasmania. Es un ave propio de bosques abiertos y zonas arbustivas, aunque evita los ambientes áridos en extremo.